# Route 935 (Nouveau-Brunswick)
Pour les articles homonymes, voir Route 935.
La route 935 est une route locale du Nouveau-Brunswick, située dans le sud-est de la province, au sud de Sackville. Elle dessert la région du cap Maringouin, une région majoritairement agricole. De plus, elle mesure 36 kilomètres, et n'est pas une route asphaltée sur toute sa longueur, alors que la section sud de la route est en gravier.

## Tracé
La 935 débute dans le centre de Dorchester, sur la route 106. Elle commence par se diriger vers le sud en suivant la baie Shepody, et en passant dans Dorchester Cape et Johnson's Mills. À Upper Rockport, elle bifurque vers le nord pour suivre le bassin Cumberland. Il est à noter que la section autour de Upper Rockport est une route de gravier.
La 935 continue ensuite sa route vers le nord en traversant Wood Point, puis Westcock. Elle se termine 2 kilomètres au nord-ouest, au sud de Sackville, sur la route 106 à nouveau. 
Le tracé de la 935 possède la forme d'un «U». 

## Intersections principales
| route 935              |                 |     |                                               |                           |
| Comté                  | Location        | km  | Intersection/Destinations                     | Notes                     |
| Comté de Westmorland   | Dorchester      | 0   | R-106, Memramcook, Sackville                  | extrémité ouest de la 935 |
| Comté de Westmorland   | Johnson's Mills | 11  | début de la route de gravier                  |                           |
| Comté de Westmorland   | Upper Rockport  | 20  | Chemin Rockport sud, Rockport, Lower Rockport |                           |
| Comté de Westmorland   | Wood Point      | ~26 | Fin de la route de gravier                    |                           |
| Comté de Westmorland   | Westcock        | 36  | R-106, Sackville, Dorchester                  | extrémité est de la 935   |
| Gris: Route de gravier |                 |     |                                               |                           |